# Kathedraal van Sint-Dionysius de Areopagiet
De kathedraal van Sint-Dionysius de Areopagiet (Grieks: Καθεδρικός Ναός Αγίου Διονυσίου Αρεοπαγίτη) is de kathedraal van het rooms-katholieke aartsbisdom Athene. De kathedraal bevindt zich in de Griekse hoofdstad Athene. De kerk is gewijd aan de heilige Dionysius de Areopagiet en is gelegen aan de Οδός Πανεπιστημίου, de Universiteitsstraat.
Met de bouw van de kathedraal werd in 1853 begonnen op een stuk grond dat daartoe door de rooms-katholieke gemeenschap van Athene was aangeschaft. De kerk is gebouwd naar een ontwerp, in de stijl van de neorenaissance, van de Duitse architect Leo von Klenze. Er zijn sterke overeenkomsten met de Sint-Bonifatiusabdij in München, die eveneens van de hand van Klenze is. De voltooiing van het interieur was te danken aan een gift van de Oostenrijkse keizer Frans Jozef I.
De kerk werd in 1877 door paus Pius IX verheven tot basilica minor.
In de kathedraal trouwde in 1962 de Spaanse erfopvolger Juan Carlos I met de Griekse prinses Sophia. De prinses had zich even voor de huwelijksvoltrekking bekeerd tot het katholicisme.